# Dacelo gaudichaud
Dacelo gaudichaud е вид птица от семейство Halcyonidae.

## Разпространение
Видът е разпространен в Индонезия и Папуа Нова Гвинея.